# Politique au Tibet
La politique au Tibet concerne l'exercice du pouvoir politique d’une part dans le Tibet sur lequel le 14e dalaï-lama a régné de 1950 à 1959 et auquel a succédé ce qui allait devenir la région autonome du Tibet en 1965,,, et d’autre part, depuis 1959, dans les institutions du gouvernement tibétain en exil à Dharamsala en Inde.
Selon le Parti démocratique national du Tibet, avant que les autorités chinoises ne prenne le contrôle du Tibet en 1959, le système politique du Tibet était fermement enraciné dans les valeurs spirituelles, bien qu'étant resté proche du féodalisme par certains aspects.
Le pouvoir politique dans la région autonome du Tibet est exercé officiellement par le Conseil régional et le président de la région depuis septembre 1965. En outre, depuis 1979, il y a une conférence consultative politique de la région autonome du Tibet, qui correspond à la Conférence consultative politique du peuple chinois et a principalement des fonctions de cérémonie.
Le système politique des Tibétains en exil a évolué vers plus de démocratie. Selon le Groupe interparlementaire d'amitié - France-Tibet du Sénat, cette politique préfigure un Tibet démocratique, un véritable ferment pour l'ouverture de la Chine dans son aspiration à rejoindre la communauté des nations.

## Le pouvoir politique au Tibet

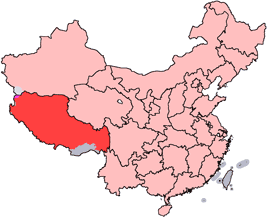
Localisation du Tibet sur la carte de Chine

### De 1951 à 1959
Selon Michael Harris Goodman, après l'Intervention militaire chinoise au Tibet (1950-1951), le dalaï-lama partit de Lhassa pour Yatung dans la vallée de Chumbi en décembre 1950. Avant son départ, il nomma Lukhangwa et Lobsang Tashi, un haut fonctionnaire monastique, premiers ministres (Sileun), et leur conféra les pleins pouvoirs du gouvernement du Tibet.

#### Accord en 17 points sur la libération pacifique du Tibet
Dans son autobiographie Au loin la liberté, le dalaï-lama écrit qu'avec l'accord de Lukhangwa, de Lobsang Tashi et du Kashag, il envoya fin 1950 des délégations aux États-Unis, en Angleterre et au Népal dans l’espoir d’une intervention pour le Tibet, ainsi qu’en Chine pour négocier son retrait. Peu après, quand la présence chinoise se renforça à l’est, le dalaï-lama et les principaux membres du gouvernement partirent s’installer dans le sud du Tibet, à Yatung, à 300 km du Sikkim en Inde. Lukhangwa et Lobsang Tashi restèrent à Lhassa. Peu après son arrivée à Yatung, il apprit que de ces délégations, la seule à être arrivée à destination fut celle envoyée en Chine. Depuis Chamdo, Ngabo Ngawang Jigme adressa un long rapport au gouvernement tibétain expliquant qu’à moins d'obtenir un accord, Lhassa serait attaqué par l'APL, ce qui entraînerait de nombreux morts. Pour Ngapo, il fallait négocier, et il proposait d'aller à Pékin avec quelques adjoints entamer le dialogue avec les Chinois. Lukhangwa et Lobsang Tashi pensait que de telles négociations auraient dû avoir lieu à Lhassa, mais que la situation désespérée ne laissait pas le choix. Le dalaï-lama envoya donc Ngapo à Pékin avec 2 personnalités de Lhassa et 2 de Yatung, espérant qu'il ferait comprendre aux autorités chinoises que les Tibétains ne souhaitaient pas une « libération », mais uniquement la poursuite de bonnes relations avec la Chine. Lukhangwa refusa d'entériner l'accord en 17 points sur la libération pacifique du Tibet.

#### Révocation des ministres Lukhangwa et Lobsang Tashi

##### Selon les sources exilées
Dès l’arrivée de l'Armée populaire de libération (APL) à Lhassa, tous deux s’opposèrent aux tentatives des généraux chinois d’empiéter sur les droits du dalaï-lama.
Après, son retour à Lhassa, devant la famine générée par les réquisitions de nourriture par les militaires chinois, le dalaï-lama demanda à Lukhangwa une médiation pour satisfaire aux besoins de la population et aux exigences des forces d’occupation. Lukhangwa suggéra qu'il n’y avait pas de raison de concentrer une armée si nombreuse à Lhassa, et que son rôle présumé étant la sécurité du pays, elle devrait se poster aux frontières. En réponse, le général chinois Chang Ching-wu affirma que selon l'accord en 17 points, l’armée chinoise était postée au Tibet, et qu'en conséquence, le gouvernement tibétain était dans l'obligation de pourvoir au logement et à la nourriture des soldats, et qu'ils partiraient lorsque le Tibet aurait montré sa capacité d'auto-administration. Lukhangwa répliqua que la seule menace frontalière du Tibet provenait des Chinois.
Lors d'une réunion début 1952, le général Chang Ching-wu annonça l'absorption des troupes de l'armée tibétaine dans l'APL, se référant à l’article 8 de l'accord en 17 points. Lukhangwa répliqua que les Tibétains n’acceptaient pas l'accord en 17 points et qu’il n’était pas respecté par les Chinois. Il demanda la raison de cette décision, alors que selon l’accord, les Tibétains étaient libres de leur choix. Perplexe, le général Chang changea de méthode, suggérant de remplacer le drapeau tibétain des casernes tibétaines par le drapeau chinois. Lukhangwa répondit que dans ce cas, les Tibétains retireraient le drapeau chinois, ce qui embarrasserait les Chinois.
Trois jours plus tard Fan Ming, un autre général chinois, demanda à Lukhangwa s’il ne s’était pas trompé dans ses précédentes déclarations. Comme il les réitéra, le général chinois l’accusa d’entretenir des relations avec des puissances impérialistes étrangères et cria qu’il demanderait au dalaï-lama sa destitution.
À la demande des généraux chinois, les deux premiers ministres tibétains, Lukhangwa et Lobsang Tashi, furent congédiés par le dalaï-lama le 27 avril 1952.
En 1956, la réintégration des deux premiers ministres fut une des quatre demandes formulées par les ministres tibétains alors que le dalaï-lama se trouvait en Inde et qu’il hésitait à retourner au Tibet sans conciliation de la part des Chinois, tant la situation était tendue. En 1957, Lukhangwa quitta le Tibet pour s'exiler à Kalimpong, où rencontra le dalaï-lama, à qui il conseilla de ne pas retourner au Tibet.

##### Selon Ngabo Ngawang Jigme
Selon Ngabo Ngawang Jigme, en mars-avril 1952, « l'Assemblée du peuple », une organisation qui compte parmi ses membres Lukangwa Cewang Raodain et Benzhucang Lobsang Zhaxi, deux hauts responsables tibétains, fait cerner par la troupe tibétaine et des hommes armés le Bureau du gouvernement central, le Comité de travail, le Bureau des affaires étrangères, les banques, et même la résidence de Ngabo Ngawang Jigme, en dénonçant la signature de l'accord en 17 points et en demandant le départ de l'APL. Sous la pression chinoise, le dalaï-lama révoque les deux chefs du mouvement et interdit l'Assemblée du peuple.

#### Création du comité préparatoire à l'établissement de la région autonome du Tibet
En 1956, est créé le comité préparatoire à l'établissement de la région autonome du Tibet. Il est présidé par le dalaï-lama et le premier vice-président en est le panchen lama,.

### À partir de 1959
La région autonome du Tibet a été créée en 1965,. La Révolution culturelle au Tibet (1966-1976) a détruit à la fois le gouvernement régional et la Chambre régionale du parti communiste, qui a été remplacé pour une période par un « Comité révolutionnaire ».
Le système politique n'a pas été entièrement reconstruit avant le début des années 1980. Selon la Constitution de la république populaire de Chine de 1982, le Tibet est une région autonome dans laquelle le groupe ethnique tibétain jouit d'une grande autonomie, même si la Constitution exclut la possibilité de l'indépendance. En règle générale, la recherche du président de la région autonome s’effectue toujours parmi les Tibétains, un groupe ethnique, ainsi que pour d'autres bureaux civils de la région. En pratique, toutefois, l'exercice du pouvoir est entre les mains du secrétaire général du Parti communiste chinois régional, une influence majeure sur la politique dans la région qui, à l'exception de Wu Jinghua, a toujours été tenue par un chinois han.
En outre, selon « Campagne internationale pour le Tibet », un organisme œuvrant pour l'indépendance du Tibet, la conception de la politique au Tibet est réalisée centralement à Pékin, par un groupe de coordination dans une entité d’un département du parti composé exclusivement de Chinois han. Actuellement, il se compose de Jia Qinglin, Ma Kai, Meng Jianzhu, Du Qinglin, Zhang Qingli, Ye Xiaowen, Xie Xuren et Wu Shuangzhan.

### Premiers ministres du Tibet
- Changkhyim (1907-1920)
- Paljor Dorje Shatra (1907-1923)
- Sholkhang (1907-1926)
- Langdun Kunga Wangchuk (1926-1940)
- Lukhangwa et Lobsang Tashi (17 novembre 1950, 27 avril 1952)

### Liste des ministres
- Liushar Thubten Tharpa fut le dernier ministre des Affaires étrangères du Tibet, nommé à cette fonction en février 1948[20],[21].
- Tsarong Dzasa, fut nommé ministre des constructions en 1956, sa maison fut réquisitionnée[22].

### Secrétaire du Parti communiste chinois au Tibet
1. Zhang Guohua (janvier 1950 - juin 1951)
2. Fan Ming (juin 1951 - décembre 1951)
3. Chang Ching-wu (mars 1952 - août 1965)
4. Zhang Guohua (septembre 1965 - février 1967)
5. Ren Rong (août 1971 - mars 1980)
6. Yin Fatang (mars 1980 - juin 1985)
7. Wu Jinghua (juin 1985 - décembre 1988)
8. Hu Jintao (décembre 1988 - novembre 1992)
9. Chen Kuiyuan (novembre 1992 - septembre 2000)
10. Guo Jinlong (septembre 2000 - décembre 2004)
11. Yang Chuantang (décembre 2004-novembre 2005)
12. Zhang Qingli (novembre 2005 - mai 2006)
13. Zhang Qingli (mai 2006 - août 2011)
14. Chen Quanguo (août 2011-août 2016)
15. Wu Yingjie (août 2016-)

Aucun Tibétain n'a été secrétaire du Parti communiste au Tibet.
En 1957, après que Phuntsok Wangyal soit parti à Pékin où il devait rencontrer le président Mao, le dalaï-lama, qui avait un grand respect pour Phuntsok Wangyal, demanda que celui-ci soit nommé secrétaire du parti communiste chinois au Tibet,  Cette requête, présentée au général Chang Ching-wu, fut acceptée, mais fin 1957, un fonctionnaire chinois informa le dalaï-lama que Phuntsok Wangyal ne reviendrait plus au Tibet, car il avait été déchu de son poste et mis en prison où il devait rester jusqu’à la fin des années 1970.
Si aucune personne de « nationalité » (ou ethnie) tibétaine n'a été secrétaire du Parti communiste au Tibet, il y a toutefois eu un membre de la « nationalité » Yi nommé à ce poste : Wu Jinghua (juin 1985 - décembre 1988). Ce dernier sera limogé pour « déviationnisme de droite » en 1988.
En 2015, selon le quotidien  Global Times un « quotidien officiel chinois », des responsables du Parti communiste chinois au Tibet, sont poursuivis pour s'être rapprochés d'organisations clandestines favorables au dalaï-lama.

### Président du comité préparatoire de la région autonome du Tibet
1. 14e Dalaï Lama (avril 1956 - mars 1959)
2. 10e Panchen Lama (mars 1959 - décembre 1964)
3. Ngabo Ngawang Jigme (décembre 1964 - septembre 1968)

### Président du gouvernement populaire de la région autonome du Tibet
1. Ngabo Ngawang Jigme (septembre 1965-même le début de la révolution culturelle)
2. Zeng Yongya (septembre 1968 - novembre 1970)
3. Ren Rong (novembre 1970 - août 1979)
4. Sangyé Yeshi (août 1979 - avril 1981)
5. Ngabo Ngawang Jigme (avril 1981 - mai 1983)
6. Dorje Tseten (mai 1983 - décembre 1985)
7. Dorje Tsering (décembre 1985 - mai 1990)
8. Gyaincain Norbu (mai 1990 - mai 1998)
9. Lekchog (mai 1998 - mai 2003)
10. Qiangba Puncog (Jampa Phuntsok) (mai 2003 - janvier 2010)
11. Padma Choling (Pema Thinley) (janvier 2010 - janvier 2013)
12. Losang Jamcan (Lobsang Gyaltsen) (janvier 2013 - janvier 2017)
13. Che Dalha (en) (janvier 2017 - )

### Liste des présidents du Comité permanent du Congrès du peuple
1. Ngabo Ngawang Jigme (1979-1981)
2. Yang Dong Sheng (1981-1983)
3. Ngabo Ngawang Jigme (1983-1993)
4. Raidi (1993-2003)
5. Lekchog (2003-2010)
6. Qiangba Puncog (2010-)

### Liste des présidents de la Conférence consultative politique du peuple de la région autonome du Tibet
1. Tan Guansan
2. Zhang Guohua
3. Ren Rong
4. Yin Fatang (1980 -)
5. Yangling Dorje
6. Raidi
7. Pagbalha Geleg Namgyai

## La politique des exilés tibétains

Drapeau du Tibet, créé en 1916 par le 13e dalaï-lama et ayant servi à des fins militaires et officielles jusqu'en 1951, il continue à être employé par le Gouvernement tibétain en exil, mais est interdit depuis 1959 en république populaire de Chine

La création du gouvernement tibétain en exil, proclamée le 29 avril 1959 puis du Parlement tibétain en exil le 2 septembre 1960 le l’Assemblée des députés du peuple tibétain ont marqué les premières étapes de la démocratisation de la politique des exilés tibétains. Le 10 mars 1963, la Constitution du Tibet, fondée sur la Déclaration universelle des droits de l'homme, fut promulguée et appliquée au sein du gouvernement tibétain en exil. Un premier parti politique a été fondé en exil, qui avec les groupes parlementaires tibétains, forme l’embryon du multipartisme tibétain à venir.

### Liste des premiers ministres (Kalon tripa)
- Lukhangwa
- Jangsa Tsang (1959-1960)
- Surkhang Wangchen Gelek (1960-1965)
- Shenkha Gurmey Topgyal (1965-1970)
- Gadrang Lobsang Rigzin (1970-1975)
- Kundeling Woeser Gyaltsen (1975-1980)
- Wangdue Dorjee (1980-1985)
- Juchen Thupten Namgyal (1985-1990)
- Kalsang Yeshi (1990-1991)
- Gyalo Thondup (1991-1993)
- Tenzin Namgyal Tethong (1993-1996)
- Sonam Topgyal (1996-2001)
- Samdhong Rinpoché (2001-2011)
- Lobsang Sangay (2011-)

### Politique intérieure
S'il y eut, de 1979 à 1982, un Parti communiste tibétain en exil, qui ne compta pas plus de 3 ou 4 membres, il n'existe aujourd'hui qu'un seul parti politique à Dharamsala, créé le 4 septembre 1994 : le Parti démocratique national du Tibet, premier parti politique démocratique de l'histoire des Tibétains en exil, fondé par le Congrès de la jeunesse tibétaine, la plus grande organisation non gouvernementale tibétaine.
Il n'existe aucun parti d'opposition.
Selon Karma Chophel, vice-président du Parlement tibétain en exil : « Actuellement, on peut dire qu'au sein du parlement tibétain, il existe un soutien majoritaire pour la politique de la voie du milieu [la politique de conciliation du dalaï-lama demandant l’autonomie]. Mais je pense que plus l'impasse actuelle, l’absence de réponse concrète du côté chinois, demeure, plus de membres auront tendance à vaciller dans leur position. [...] Donc, je pense que dans l'avenir si cette impasse demeure, le soutien pour l’indépendance grandira ». Cette analyse est confirmée par le fait que pendant les dernières élections législatives du mois de mars 2006, de nouveaux députés ont été élus et la plupart d'entre eux sont très proche d'une idéologie d’indépendance. Donc si la représentation politique de parti peut être prématurée pour l'instant, une étape existe : les groupes parlementaires.

### Élections
La démocratisation du régime tibétain a été instaurée dès l'arrivée en exil, et réalisée progressivement par le 14e dalaï-lama. Le 2 septembre 1960, il annonça l'établissement d'une forme démocratique de gouvernement pour les Tibétains vivant en exil. C'est un système fondé sur l'union de valeurs spirituelles et laïques. Cette même année, une ébauche de la Constitution du Tibet fut écrite, et des représentants des trois provinces tibétaines et des écoles du Bouddhisme tibétain ont été élus à l'Assemblée des Députés du peuple tibétain. En 1964, le peuple tibétain en exil a élu les membres de l'Assemblée pour la première fois. En 1990, il décida la dissolution de la 10e Assemblée et du Kashag afin de demander au Parlement de nommer démocratiquement les membres du Cabinet. Auparavant, les Kalons du Kashag (les ministres) étaient directement nommés par le dalaï-lama. En 1990 les membres de l'Assemblée ont élu les ministres (kalons) pour la première fois. Le 14 juin 1991, la 11e Assemblée devint l’autorité législative de la communauté en exil, incluant dans son mandat l’élection du Kashag. La même année, l’Assemblée publia la Constitution du Tibet (Charte des Tibétains en exil) énonçant les droits et devoirs de la communauté et posant les bases d’un système démocratique garantissant le respect des droits individuels et collectifs et adapté aux particularités du Tibet. En 1991, la Constitution pour un futur Tibet libre a été promulguée. Plus récemment, en 2001, pour la première fois, le Premier Ministre (Kalon Tripa), a été élu au suffrage universel. C'est le professeur Samdhong Rinpoché qui a été choisi par la population tibétaine en exil,
La dernière étape des réformes démocratiques fut la rédaction d’un document intitulé « Les lignes directrices de la politique du Tibet futur et les traits fondamentaux de sa Constitution ». Ce texte serait mis en place dès le retrait des troupes chinoises du Tibet. Les principaux points de cette constitution sont les suivants :
- Mise en place d’un gouvernement intérimaire. Ce gouvernement de transition aura pour rôle d’organiser une Constituante qui sera elle chargée de rédiger une nouvelle constitution sur la base du projet préparé en exil.
- Le dalaï-lama n’occupera plus le poste de chef de l’État.
- Un chef de l’État intérimaire sera désigné. Il aura les mêmes prérogatives que le dalaï-lama.
- Le pouvoir législatif sera confié à l’Assemblée nationale tibétaine constituée de deux chambres. La chambre basse sera composée de membres élus au suffrage universel direct tandis que la chambre haute sera composée de membres élus par les assemblées provinciales et de membres directement nommés par le président.
- Le chef de l’État et le vice-président seront élus par les chambres hautes et basse de l’assemblée nationale tibétaine. Ils seront détenteurs du pouvoir exécutif.
- La cour suprême de justice sera la plus haute instance judiciaire du pays.
- La politique du Tibet libre aura une orientation sociale fondée sur les principes de non violence.
- Une grande importance en politique sera accordée à l’environnement.
- Le Tibet sera transformé en zone de paix démilitarisée et neutre.

Trois axes symbolisent la lutte pour la paix du gouvernement tibétain : maintenir les liens unissant les Tibétains malgré les conditions de l’exil, préserver l’identité culturelle tibétaine et apprendre à chacun les valeurs et le respect des droits de l’homme.
En 2007, le départ à la retraite du 14e dalaï-lama, Tenzin Gyatso, a été officiellement discuté, et son remplacement par le 17e Karmapa, Orgyen Trinley Dorje fut évoqué.
Succédant à Samdhong Rinpoché, Lobsang Sangay a été proclamé, le 27 avril 2011, premier ministre de l'Administration centrale tibétaine, après remporté l'élection du 20 mars avec 55 % des voix exprimées (27 051 voix) par les votants (49 184) enregistrés parmi la communauté tibétaine en exil dans 30 pays du monde (83 990 électeurs inscrits).

## Politique extérieure: les relations internationales

### AvecTaïwan
En 2003, le gouvernement de la république de Chine (Taïwan) a procédé au démantèlement de la commission ministérielle des Affaires mongoles et tibétaines, dont les fonctions ont été transférées à la Fondation des échanges Taïwan-Tibet nouvellement créée, qui servira de canal de communication semi-officiel entre Taipei et le gouvernement tibétain en exil à Dharamsala, en Inde.
Avec cette modification, le gouvernement taïwanais semble mettre un terme à ses revendications sur le Tibet et la Mongolie, attestées par la présence de la commission des Affaires mongoles et tibétaines au sein du Cabinet. Les deux visites à Taipei du 14e dalaï-lama, en 1997 et en 2001, avaient été traitées comme des affaires internationales ne relevant pas de la commission ministérielle.

### Avec l'Inde
L'Inde accueille depuis 1959 le dalaï-lama et le gouvernement tibétain en exil. Environ 100 000 Tibétains sont réfugiés en Inde.

### Avec laRussie
En 1992, lors de la visite du dalaï-lama à Touva, république confédérée de la fédération de Russie, une convention est signée entre le gouvernement de Touva et le gouvernement tibétain en exil établissant des "relations bilatérales dans les domaines de la culture et de la religion".

### Avec l'Europe
Les représentants du gouvernement tibétain en exil sont parfois invités par l'Intergroupe Tibet au Parlement européen, présidé actuellement par Thomas Mann, un député européen allemand. L'Intergroupe Tibet organise chaque année une conférence parlementaire sur le Tibet[réf. souhaitée].

#### Avec l'Allemagne
Le 23 septembre 2007, la chancelière allemande Angela Merkel a reçu le dalaï-lama, déclarant à cette occasion soutenir sa "politique en faveur d'une autonomie culturelle et religieuse". Cette rencontre a toutefois été qualifiée de "privée" par le gouvernement allemand.

#### Avec laFrance
En France, un Groupe d'études sur la question du Tibet rassemble des députés de tous partis, et un Groupe d'information internationale sur le Tibet des sénateurs français.
Le 6 décembre, Nicolas Sarkozy  a rencontré le 14e dalaï-lama, quelques mois après que le porte-flambeau du Tibet ait rencontré Carla Bruni-Sarkozy.